# 시노드

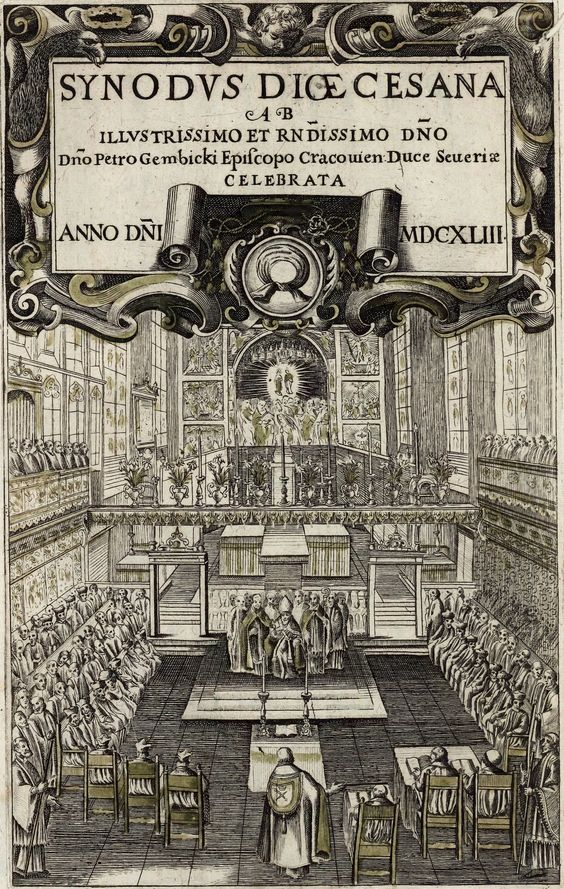

시노드(Synod)는 대표(대의원)들을 구성하여 함께 모여 교회와 관련된 문제를 논의하는 회의체를 말한다.

## 구성
시노드는 세계교회에 직접 관련되는 문제를 다루는 일반회의와 특정 지역의 문제를 논의하는 특별회의로 나뉜다.
예컨대 아시아 지역을 위한 시노드는 아시아 시노드 특별회의라고 부른다. 일반회의는 또 정기적으로 소집되는 정기총회와 비정기적으로 소집되는 임시총회로 나뉜다.

## 역사
- 정기 1차 : 1967년 9월 29일 ~ 10월 29일. "가톨릭 신앙의 보전과 강화".

```
  * 임시 1차 : 1969년 10월 11일 ~ 10월 28일. "교황과 주교회의들의 협력".
```

- 정기 2차 : 1971년 9월 30일 ~ 11월 6일. "직무 사제직과 세계 정의" - 후속 교황 권고 '세계 정의'(La giustizia nel mondo, 1971)
- 정기 3차 : 1974년 9월 27일 ~ 10월 26일. "현대 세계에서의 복음선교" - 후속 교황 권고 '현대의 복음 선교'(Evangelii nuntiandi, 1975)
- 정기 4차 : 1977년 9월 30일 ~ 10월 29일. "우리 시대의 교리교육 - 후속 교황 권고 '현대의 교리교육'(Catechesi Tradendae, 1979)
- 정기 5차 : 1980년 9월 26일 ~ 10월 25일. "그리스도인 가정" - 후속 교황 권고 '가정 공동체'(Familiaris Consortio, 1981)
- 정기 6차 : 1983년 9월 29일 ~ 10월 29일. "교회의 사명에 있어서의 참회와 화해" - 후속 교황 권고 '화해와 참회'(Reconciliatio et paenitentia, 1984)

```
  * 임시 2차 : 1985년 11월 25일 ~ 12월 8일. "
제2차 바티칸 공의회
 폐막 20주년".
```

- 정기 7차 : 1987년 10월 1일 ~ 10월 30일. "교회와 세상에서 평신도의 소명과 사명" - 후속 교황 권고 '평신도 그리스도인'(Christifideles Laici, 1988)
- 정기 8차 : 1990년 9월 30일 ~ 10월 28일. " 현대 상황에서의 사제 양성" - 후속 교황 권고 '현대의 사제양성'(Pastores Dabo Vobis, 1992)
- 정기 9차 : 1994년 10월 2일 ~ 10월 29일. "교회와 세상에서의 축성 생활과 그 역할" - 후속 교황 권고 '축성생활'(Vita Consecrata, 1996)
- 정기 10차 : 2001년 9월 30일 ~ 10월 27일. " 세상의 희망을 위한 예수 그리스도의 복음 종인 주교"- 후속 교황 권고 '양떼의 목자'(Pastores Gregis, 2003)
- 정기 11차 : 2005년 10월 2일 ~ 10월 23일. "교회 삶의 사명의 원천이자 정점인 성체성사" - 후속 교황 권고 '사랑의 성사'(Sacramentum Caritatis, 2007)
- 정기 12차 : 2008년 10월 5일 ~ 10월 26일. "교회생활과 사명에서의 하느님 말씀" - 후속 교황 권고 '주님의 말씀'(Verbum Domini, 2010)
- 정기 13차 : 2012년 10월 7일 ~ 10월 28일. "그리스도 신앙 전수를 위한 새로운 복음화" - 후속 교황 권고 '복음의 기쁨'(Evangelii Gaudium, 2013)

```
  * 임시 3차 : 2014년 10월 5일 ~ 10월 19일. "가정사목과 복음화".
```

- 정기 14차 : 2015년 10월 4일 ~ 10월 25일. "예수 그리스도께서 계시하신 가정의 신비와 소명" - 후속 교황 권고 '사랑의 기쁨'(Amoris Laetitia)
- 정기 15차 : 2018년 10월 3일 ~ 10월 28일. "젊은이, 신앙과 성소 식별" - 후속 교황 권고 '그리스도는 살아계시다'(Christus vivit, 2019)

## 과정
- Documento preparatorio(예비문서) - 각 나라 주교회의, 각 교회 단체 등에 보내는 설문지 등의 문서
- lineamenta(시노드 개요)- 수집된 의견들을 수렴하여 시노드 논의를 위한 초안 작성
- Instrumentum Laboris(의안집) - 시노드에서 토의될 내용들을 수록한 의안집
- Documento finale(최종 보고서) - 시노드 결과를 수록하여 폐막식 전에 발표하는 문서. 교황에게 보내는 건의문 역할
- Adhortatio Apostolica Postsynodalis(시노드 후속 교황권고) - 통상적으로 시노드의 건의문을 바탕으로 하여 후속 교황 문서 발표

## 참가자[1]
- 대의원 - 주교들
- 전문 위원들(Periti) - 문서 작성에 협력하는 이들
- 참관인들(Auditores) - 의제와 관련하여 특별한 권한으로 초대 받은 이들
- 가톨릭 교회와 아직 완전한 친교를 누리고 있지 않은 교회들과 교회 공동체들에 속한 형제 대표들(Delegati Fraterni)
- 권한 특별 초청 참가자(Invitati Speciales) - 교황이 초대하여 권한을 부여한 이들

## 공의회와의 차이점
시노드는 교황의 자문 기구로서 건의하는 권한만 갖지만, 공의회는 의결권을 가진다는 것이 가장 큰 차이점이다.

## 같이 보기
- 예루살렘 공의회
- 세계 공의회
- 소보르노스티